# Sagittaria natans
Sagittaria natans es una especie de Liliopsida del género Sagittaria, de la familia Alismataceae, del orden Alismatales.

## Taxonomía
Fue descrita científicamente por Pall. Fue publicado por primera vez en Reise Russ. Reich. 3: 757 (1776).